# 橘郵便局 (徳島県)
橘郵便局（たちばなゆうびんきょく）は、徳島県阿南市にある郵便局。民営化前の分類では無集配特定郵便局であった。

## 概要
住所：〒774-0023 徳島県阿南市橘町幸野39-1

## 沿革
- 1992年（平成4年）2月17日 - 阿南郵便局へ集配業務を移管、無集配局となる。郵便番号を779-13から774に変更。
- 1997年（平成9年）8月11日 - 橘町中浜から現在地に局舎移転。
- 2007年（平成19年）10月1日 - 民営化に伴い、郵便局株式会社橘郵便局となる。
- 2012年（平成24年）10月1日 - 日本郵便株式会社発足に伴い、日本郵便株式会社橘郵便局となる。
- 2015年（平成27年）6月23日 - 阿南市と阿南市内郵便局及び阿南郵便局の協力に関する協定を締結。

## 取扱内容
- 郵便、印紙、ゆうパック、内容証明
- 貯金、為替、振替、振込、国債
- 生命保険、バイク自賠責保険
- 地方公共団体事務（阿南市入場券の販売）
- ゆうちょ銀行ATM

## 周辺
- セブン橘店
- ローソン阿南橘町店

## アクセス
- JR牟岐線 阿波橘駅下車。徳島バス・徳島バス阿南 橘駅前停留所乗車。
- 徳島バス 橘営業所停留所、橘港口停留所下車
- 国道55号（土佐東街道）沿い
- 駐車場:2台